# Estación de Blanes
Blanes es una estación de la línea R1 de Rodalies Renfe de Barcelona ubicada en el municipio homónimo de la provincia de Gerona. Es cabecera de parte de los servicios de la línea R1 y estación de la línea RG1 de Cercanías de Gerona.
La estación está situada al suroeste del casco urbano, algo separada del mismo, para acceder a ella hay líneas de autobús urbanas que parten de diferentes zonas de Blanes.
Existe esta estación desde que se amplió la línea Barcelona-Mataró hacia el norte a lo largo de la costa del Maresme.
| << cabecera                    | < estación     | línea   | estación >        | cabecera >> |
| ------------------------------ | -------------- | ------- | ----------------- | ----------- |
| Rodalies de Catalunya de Renfe |                |         |                   |             |
| Hospitalet                     | Malgrat de Mar |         | terminal          | terminal    |
| Hospitalet                     | Malgrat de Mar | Tordera | Massanet-Massanas |             |
| Hospitalet                     | Malgrat de Mar | Tordera | Figueras Port-Bou |             |

- Datos: Q2575890
- Multimedia: Blanes train station / Q2575890